# برانزویک (نبراسکا)
برانزویک(به انگلیسی: Brunswick) شهری در ایالت نبراسکا کشور ایالات متحده آمریکا است که جمعیت آن در سرشماری سال ۲۰۱۰ میلادی، ۱۳۸ نفر بوده‌است.